# Vol Continental Express 2574
Le vol Continental Express 2574 était un vol régional régulier entre Laredo et Houston, au Texas (États-Unis). Le 11 septembre 1991, alors que l'Embraer EMB 120 assurant ce vol s'apprête à atterrir, il plonge subitement en piqué et s'écrase dans les champs près d'Eagle Lake, à 105 km à l'ouest de l'aéroport intercontinental George-Bush de Houston. Les 14 personnes présentes à bord ont péri dans l'accident.

## L'avion et l'équipage
L'appareil impliqué est un bi-turbopropulseur, de type Embraer EMB 120 Brasilia, immatriculé N33701, construit en 1988, trois ans avant l'accident, et cumulant 7 229 heures de vol et 10 009 cycles de vol (décollage/atterrissage) au moment de l'accident.
L'équipage est composé du commandant de bord Brad Patridge (29 ans), qui totalise 4 243 heures de vol à son actif, dont 2 468 heures sur Embraer EMB-120, ainsi que du copilote Clint Rodosovich (43 ans), qui cumule 11 543 heures de vol, dont 1 066 heures sur Embraer EMB-120.
On compte également l'hôtesse de l'air de 33 ans, Nancy Reed, ainsi que 11 passagers en cabine.

## L'accident
Le vol 2574 a quitté l'aéroport international de Laredo (en) à 9h09. Après un décollage normal, le vol s'est vu attribuer son altitude de croisière, à 25 000 pieds (7 600 m), puis réaffecté à 24 000 pieds (7 300 m). À 9h54, l'équipage a répondu au centre de contrôle du trafic aérien de Houston, et a commencé à descendre à 9 000 pieds (2 700 m). 
Vers 10h03, en descendant à 11 500 pieds (3 500 m) avec une vitesse indiquée de 260 nœuds (480 km/h), l'avion pique brusquement du nez, puis, quelques secondes après, une des deux ailes de l'appareil se détache partiellement, laissant fuir du carburant, qui s'enflamme aussitôt. Les pilotes ont perdu connaissance à cause des forces d'accélération causées par le plongeon en vrille de l'avion. 

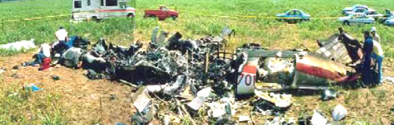
Les restes de l'appareil, après le crash du vol 2574

L'appareil est tombé dans le sud-est du comté de Colorado, à 11 km au sud-est d'Eagle Lake, au Texas, explosant à l'impact et tuant sur le coup les 14 passagers et membres d'équipage présents à bord. 
Les débris de l'avion était éparpillés sur une zone de 10 km, et certains des morceaux sont tombés dans le fleuve Colorado. L'impact au sol a été si violent que dans les décombres, les restes de l'avion étaient à peine identifiables.

## Causes de l'accident
Selon le NTSB, le bord d'attaque du stabilisateur horizontal gauche s'est détaché en vol, faisant brusquement partir l'avion dans une vrille impossible à contrôler. Des enquêteurs allèrent inspecter l'atelier de maintenance de Continental Express, pour déceler une éventuelle erreur de maintenance. 
Il s'est avéré qu'à la suite d'une opération pour remplacer les boudins de dégivrage, les mécaniciens démontèrent le bord d'attaque et, à la suite d'un changement d'équipe et une mauvaise passation de consigne, les vis de fixation supérieures du bord d'attaque n'ont pas été remises en place. 
L'enquête révèle également que l'échec de la compagnie aérienne à garantir le respect des procédures de maintenance approuvées, ainsi que l'échec de la Federal Aviation Administration (FAA) concernant la détection et la vérification du respect des procédures approuvées ont contribué à cet accident.

## Conséquences
Certains experts affirment que le crash du vol 2574 a constitué un tournant en ce qui concerne la « culture de la sécurité » au sein de l'aviation civile aux États-Unis. Le Dr John Lauber, membre du NTSB, a suggéré que la cause probable de l'accident comprenait l'échec de la direction de Continental Express à établir une culture d'entreprise qui encourageait et imposait le respect des procédures approuvées de maintenance et d'assurance de la qualité des opérations effectués. 
À la suite de cet accident aérien et d'autres similaires, la culture de la sécurité est devenue le sujet principal du Sommet national américain sur la sécurité des transports, organisé par le NTSB en 1997.

## Médias
L'accident a fait l'objet d'un épisode dans la série télé Air Crash nommé « Désastre au Texas » (saison 11 - épisode 4).